# Barberier
Barberier est une commune française, située dans le département de l'Allier en région Auvergne-Rhône-Alpes.

## Géographie

### Localisation
Barberier est située au sud du département de l'Allier à une dizaine de kilomètres au sud de Saint-Pourçain-sur-Sioule.
Elle s'étend sur le bord du plateau qui domine la plaine de la Sioule, rivière qui marque la limite sud-est de la commune.
Elle jouxte quatre communes :
|                         |           | Bayet        |
| Étroussat               | Barberier | Broût-Vernet |
| Saint-Germain-de-Salles |           |              |

### Climat
Pour des articles plus généraux, voir Climat d'Auvergne-Rhône-Alpes et Climat de l'Allier.
En 2010, le climat de la commune est de type climat océanique dégradé des plaines du Centre et du Nord, selon une étude du CNRS s'appuyant sur une série de données couvrant la période 1971-2000. En 2020, Météo-France publie une typologie des climats de la France métropolitaine dans laquelle la commune est exposée à un climat de montagne ou de marges de montagne et est dans une zone de transition entre les régions climatiques « Centre et contreforts nord du Massif Central » et « Nord-est du Massif Central ».
Pour la période 1971-2000, la température annuelle moyenne est de 11,3 °C, avec une amplitude thermique annuelle de 16,3 °C. Le cumul annuel moyen de précipitations est de 716 mm, avec 9,6 jours de précipitations en janvier et 7 jours en juillet. Pour la période 1991-2020, la température moyenne annuelle observée sur la station météorologique de Météo-France la plus proche, « Chareil-Cintrat_sapc », sur la commune de Chareil-Cintrat à 6 km à vol d'oiseau, est de 11,9 °C et le cumul annuel moyen de précipitations est de 676,1 mm,. Pour l'avenir, les paramètres climatiques de la commune estimés pour 2050 selon différents scénarios d'émission de gaz à effet de serre sont consultables sur un site dédié publié par Météo-France en novembre 2022.

## Urbanisme

### Typologie
Au 1er janvier 2024, Barberier est catégorisée commune rurale à habitat très dispersé, selon la nouvelle grille communale de densité à 7 niveaux définie par l'Insee en 2022.
Elle est située hors unité urbaine et hors attraction des villes,.

### Occupation des sols

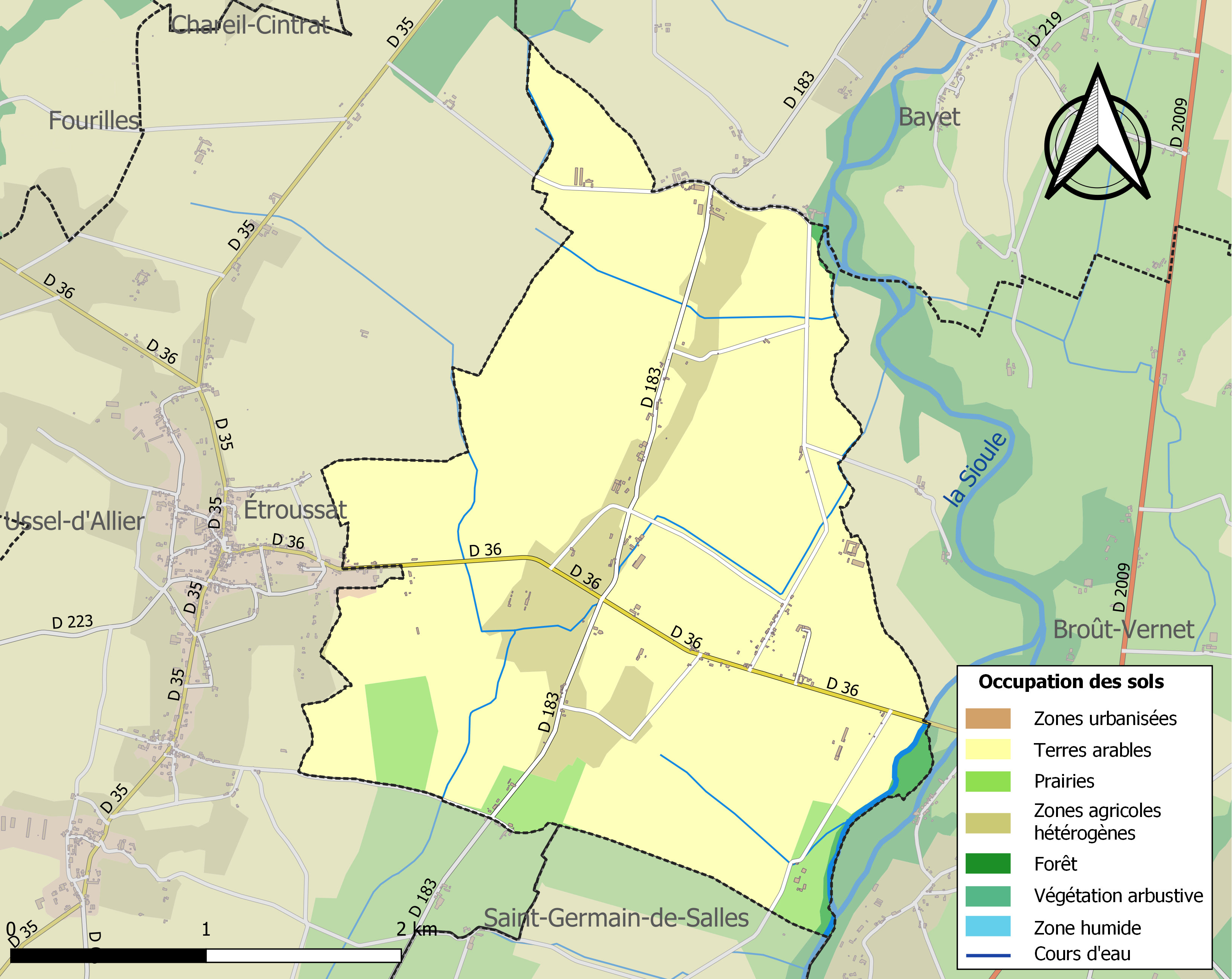
Carte des infrastructures et de l'occupation des sols de la commune en 2018 (CLC).

L'occupation des sols de la commune, telle qu'elle ressort de la base de données européenne d’occupation biophysique des sols Corine Land Cover (CLC), est marquée par l'importance des territoires agricoles (98,8 % en 2018), une proportion identique à celle de 1990 (98,8 %). La répartition détaillée en 2018 est la suivante : terres arables (82,3 %), zones agricoles hétérogènes (10,8 %), prairies (5,7 %), forêts (1,1 %), zones urbanisées (0,1 %).
L'IGN met par ailleurs à disposition un outil en ligne permettant de comparer l’évolution dans le temps de l’occupation des sols de la commune (ou de territoires à des échelles différentes). Plusieurs époques sont accessibles sous forme de cartes ou photos aériennes : la carte de Cassini (XVIIIe siècle), la carte d'état-major (1820-1866) et la période actuelle (1950 à aujourd'hui).

### Voies de communication et transports
Le territoire communal est traversé par les routes départementales 36 (liaison d'Étroussat à Broût-Vernet) et 183 (de Bayet à Saint-Germain-de-Salles).

## Histoire

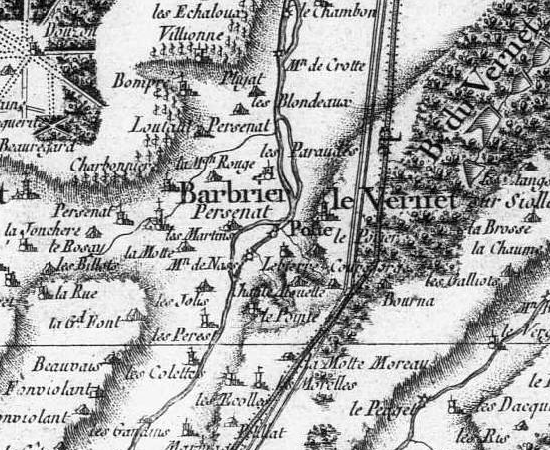
Barberier et ses alentours sur la carte de Cassini.

Avant 1789, la commune faisait partie de l'ancienne province du Bourbonnais issue de la seigneurie de Bourbon médiévale.

## Politique et administration

### Découpage territorial
Barberier fait partie jusqu'en 2016 de la communauté de communes en Pays Saint-Pourcinois, puis depuis le 1er janvier 2017 de la communauté de communes Saint-Pourçain Sioule Limagne.
Par arrêté préfectoral du 2 janvier 2024, la commune est retirée le 1er janvier 2024 de l'arrondissement de Moulins et rattachée à l'arrondissement de Vichy.

### Liste des maires
| Période                                  | Période                      | Identité         | Étiquette | Qualité  |
| ---------------------------------------- | ---------------------------- | ---------------- | --------- | -------- |
| Les données manquantes sont à compléter. |                              |                  |           |          |
| avant 1988                               | ?                            | René Ray         |           |          |
| mars 2001                                | mars 2014                    | Claude Pornin    |           |          |
| mars 2014                                | En cours (au 8 juillet 2020) | Philippe Château | DVD       | Retraité |

## Population et société

### Démographie
L'évolution du nombre d'habitants est connue à travers les recensements de la population effectués dans la commune depuis 1793. Pour les communes de moins de 10 000 habitants, une enquête de recensement portant sur toute la population est réalisée tous les cinq ans, les populations de référence des années intermédiaires étant quant à elles estimées par interpolation ou extrapolation. Pour la commune, le premier recensement exhaustif entrant dans le cadre du nouveau dispositif a été réalisé en 2004.

En 2022, la commune comptait 142 habitants, en évolution de −0,7 % par rapport à 2016 (Allier : −1,38 %, France hors Mayotte : +2,11 %).
| 1793 | 1800 | 1806 | 1821 | 1831 | 1836 | 1841 | 1846 | 1851 |
| ---- | ---- | ---- | ---- | ---- | ---- | ---- | ---- | ---- |
| 310  | 341  | 371  | 379  | 411  | 396  | 368  | 352  | 387  |

| 1856 | 1861 | 1866 | 1872 | 1876 | 1881 | 1886 | 1891 | 1896 |
| ---- | ---- | ---- | ---- | ---- | ---- | ---- | ---- | ---- |
| 381  | 421  | 364  | 365  | 373  | 337  | 314  | 334  | 327  |

| 1901 | 1906 | 1911 | 1921 | 1926 | 1931 | 1936 | 1946 | 1954 |
| ---- | ---- | ---- | ---- | ---- | ---- | ---- | ---- | ---- |
| 303  | 295  | 283  | 287  | 246  | 271  | 221  | 255  | 225  |

| 1962 | 1968 | 1975 | 1982 | 1990 | 1999 | 2004 | 2006 | 2009 |
| ---- | ---- | ---- | ---- | ---- | ---- | ---- | ---- | ---- |
| 207  | 170  | 125  | 106  | 108  | 107  | 118  | 120  | 129  |

| 2014 | 2019 | 2022 | - | - | - | - | - | - |
| ---- | ---- | ---- | - | - | - | - | - | - |
| 134  | 143  | 142  | - | - | - | - | - | - |

### Enseignement
Barberier dépend de l'académie de Clermont-Ferrand. Il n'existe aucune école.
Hors dérogations à la carte scolaire, les collégiens se rendent à Bellenaves et les lycéens à Saint-Pourçain-sur-Sioule.

## Culture locale et patrimoine

### Lieux et monuments
Barberier possède deux édifices classés aux monuments historiques.
- Ancienne église Saint-André (XIIe et XVIe siècles). Classée M.H. (1950)[22].
- Château de Bompré (XVe, XVIe et XVIIIe siècles). D'abord inscrit en 1989 puis classé M.H. (1994)[23].
- Château de Percenat (milieu du XIXe siècle).

### Personnalités liées à la commune
- L'avocat Gilles-Jean Portejoie y possède une résidence[24].